# Rádio Horizonte
A Rádio Horizonte (Ciclone Publicações e Difusões Lda, Rádio Insular) e a TopFM (Rádio Ilha e Top Rádio), fazem parte de um grupo de rádios que integram o "Grupo Horizonte" na Região Autónoma dos Açores.
A Rádio Horizonte Açores surgiu, em Agosto de 1987, como um projecto inovador de rádio e de apoio ao desenvolvimento do sector privado. Logo de início foi conquistando ouvintes, até conseguir no passado o maior auditório radiofónico da Região Autónoma dos Açores. A Horizonte apresenta actualmente rádio em directo e pré-gravada, diariamente, publicidade e informação.
Mantém também uma parceria com a Rádio NFM.

## TopFM
A TopFM é uma rádio temática que nasceu a 22 de maio de 2010, e está vocacionada para um público entre os 15 e os 35 anos, dirige-se especialmente a “pessoas que gostam de rádio e de música nova, com um estilo de vida urbano e amantes das novas tecnologias”. 
Frequências Horizonte:
Ilha Terceira 104.4 / 98.4 
Ilha de São Miguel 107.2 
Frequências TopFM:
Ilha Terceira 106.6 / 92.4 / 96.6
Ilha de São Miguel '102.4/ 98.4 '